# Andra Genèvekonventionen
Andra Genèvekonventionen är en internationell överenskommelse inom den humanitära rätten med regler om kriget till sjöss. Den har i stora drag samma struktur och innehåll som den första Genèvekonventionen som gäller kriget på land. Konventionen skapades 1949 och ersatte då de tidigare reglerna som fanns i första Genèvekonventionen från 1906 tillsammans med den tionde Haagkonventionen från 1907.  Konventionen innehåller bland annat skydd för sårade, skeppsbrutna, sjukvårdspersonal och sjukhusfartyg.
Tilläggsprotokoll I till Genèvekonventionerna från 1977 kompletterar konventionen på några punkter, bland annat genom tydligare regler för militära operationer. Det fastställer också de viktiga principerna distinktionsprincipen, proportionalitetsprincipen och försiktighetsprincipen.